# کاشویتسه
کاشویتسه (به لهستانی:  Kaszewice) یک روستا در لهستان است که در گمینا کلوکی واقع شده‌است.
 کاشویتسه  ۵۰۰ نفر جمعیت دارد.